# Arya Samaj

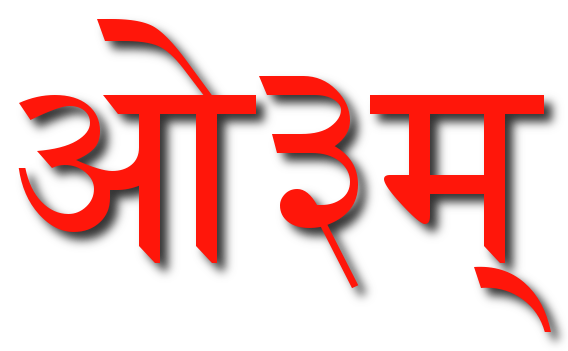
Officieel logo van de Arya Samaj, met Aum met pluti (ओ३म्)

Arya Samaj is een monotheïstische hindoeïstische hervormingsbeweging, die in 1875 werd opgericht door volgelingen van swami Dayananda, of volledig: Dayananda Saraswati (1823-1883).

## Oorsprong
Arya Samaj is een afsplitsing van de Sanatana Dharma. Swami Dayananda verkondigde dat de vier Veda's onfeilbare universele filosofische hymnen zijn. Arya Samaj (= vereniging van nobelen) veroordeelt verschillende aspecten uit de Sanatana Dharma: avatars, voorouderverering, beeldenverering, pelgrimages en het offeren in tempels, omdat die nergens in de Veda's worden gesanctioneerd.
Om zijn denkbeelden over de gehele wereld uit te dragen richtten de swami Dayananda's volgelingen met diens goedkeuring Arya Samaj op. In de loop der tijd kreeg deze beweging ook afdelingen buiten India.
Arya Samaj was aan het einde van de 19e eeuw een van de organisaties die de aanzet gaf tot de onafhankelijkheidsbeweging van India. Daardoor werd de beweging door de Britten vervolgd en na de aanslag op de Britse onderkoning van India in 1910 werd een aantal leiders uit India verbannen.

## Doelstelling
Deels uit angst dat het hindoeïsme zou vervallen in verkeerde interpretaties van het complexe Sanskriet in India, heeft swami Dayananda het hindoeïsme hervormd, verduidelijkt en de structuur van de origine van het hindoeïsme gegeven. Het hindoeïsme, dat duizenden jaren velerlei rituelen en gebruiken kende, week te veel af van de leer van het hindoeïsme volgens de Veda's en zodoende bracht swami Dayanda het hindoeïsme weer terug naar de essentie. Zo kent deze stroming heilige geschriften, een geloofsbelijdenis en richtlijnen van zaken waar een volger van Arya Samaj zich aan dient te houden. Verder kiest de beweging voor een duidelijk monotheïstische visie op God.

## Doctrines
De doctrines van Arya Samaj bestaan uit de Tien Principes:
1. God is de primaire oorzaak van alle wetenschappen en alles dat we via die wetenschap aan de weet kunnen komen.
2. God is bestaand, intelligent en gelukzalig. Hij is vormeloos, almachtig, rechtvaardig, genadevol, ongeboren, oneindig, onfeilbaar, zonder begin, onvergelijkelijk, de steun en Heer van iedereen, alomtegenwoordig, zonder angst, onvergankelijk, onsterfelijk, eeuwig, heilig en de Schepper van het universum. Alleen Hem komt verering toe.
3. De Veda's zijn geschriften met ware kennis. Het is de plicht van alle Arya's ze te lezen, ze te horen en aan anderen voor te dragen.
4. Iedereen moet bereid zijn de waarheid te aanvaarden en onwaarheid op te geven.
5. Alle handelingen moeten worden uitgevoerd in overeenstemming met Dharma, dat wil zeggen na overweging van goed en kwaad.
6. Het hoofddoel van Arya Samaj is het goede te doen voor iedereen, oftewel het bevorderen van het fysieke, sociale en spirituele welzijn.
7. Alle mensen moeten worden tegemoet getreden met liefde, redelijkheid en met waardering voor hun verdienste.
8. Men moet streven naar het verhelpen van onwetendheid en het bevorderen van kennis.
9. Men moet niet alleen tevreden zijn met het eigen welzijn, maar ook het welzijn van anderen nastreven.
10. Men moet zichzelf onder de beperking van het volgen van een maatschappelijk altruïstische zienswijze beschouwen, terwijl iedereen vrij is de regels van het individuele welzijn na te volgen.

Om dit doel te bereiken stichtte Arya Samaj scholen en startte ze missionaire organisaties, waarbij ze haar activiteiten tot buiten India uitbreidde. Er zijn wereldwijd afdelingen van Arya Samaj. Het internationale hoofdkwartier van Arya Samaj, de Sarvadeshik Arya Pratinidhi Sabha, was aanvankelijk gevestigd in Lahore in het huidige overwegend islamitische Pakistan. Na de Partition (de splitsing van India en Pakistan) van 1947 is het verhuisd naar New Delhi. Verhoudingsgewijs is de organisatie het grootst onder de Hindoestanen in Guyana, Suriname en Nederland.
Van groot belang is dat swami Dayananda van mening was dat ook de meisjes en vrouwen onderricht moesten hebben. Daarom stichtte Arya Samaj veel meisjesscholen. Op die manier leverde de beweging een belangrijke bijdrage aan de emancipatie van de vrouw.
Bij Arya Samaj mag in principe iedereen pandit (priester) worden, ook zij die niet van Brahmaanse afkomst zijn en sinds 1948 (na de politieke omwenteling) ook vrouwen.

## Suriname en Nederland

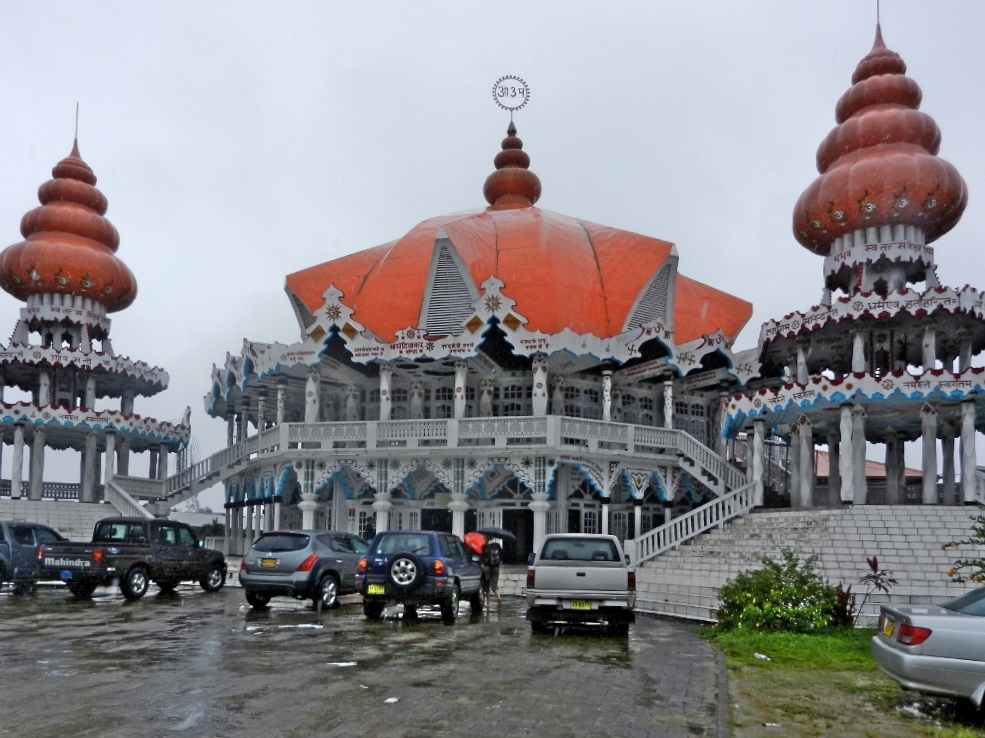
Arya Diwakertempel in Paramaribo

De Vedische missionaris Bhai Parmanand bracht in 1911 Arya Samaj vanuit India naar Brits-Guyana. Vandaar uit verspreidde het gedachtegoed van deze beweging zich naar Trinidad en Suriname. In de jaren twintig van de 20e eeuw werden in Suriname de eerste verenigingen van Arya Samaj opgericht en in 1929 kwam het zelfs tot een overkoepelende organisatie, Arya Diwaker geheten.
Hoewel er in de jaren dertig van de 20e eeuw ernstige conflicten waren in de Surinaamse Arya Samaj, waardoor in 1935 de Arya Pratinidhi Sabha Suriname werd opgericht, kreeg de stroming onder de Hindoestanen in de Caraïben een grote aanhang, zeker in vergelijking met India. Zowel in Brits-Guyana als in Suriname sloot bijna 20 procent van de hindoes zich bij deze beweging aan. Ook in Trinidad was de aanhang groot, maar is deze door interne conflicten binnen de Arya Samaj in later tijd sterk verminderd. Ofschoon er nog andere organisaties zijn binnen de Surinaamse Arya Samaj, is Arya Diwaker sinds het begin van de 21ste eeuw de belangrijkste.
Vanaf 1974 kwam een grote groep Surinaamse Hindoestanen naar Nederland, de meesten aanhangers van een vorm van het Hindoeïsme. Op basis van een schatting in 2006 zijn er ongeveer tussen de 100.000 en 220.000 Hindoes woonachtig in Nederland. Dit aantal verschilt per bron. Hiervan behoort ongeveer 25 procent tot Arya Samaj. De rest behoort tot de Sanatan Dharm. In 1987 werd in Nederland een overkoepelende organisatie opgericht, de Federatie Arya Samaj Nederland (FAS-NED).
Uit onvrede over het beleid van FAS-NED stichtte een groep Arya Samaji's in juni 2007 een nieuwe landelijke organisatie voor Arya-Samaj-organisaties op, de stichting PRASNE (Prathinidhi Arya Sabha Nederland). PRASNE representeert 14 organisaties, verspreid over heel Nederland. Het aantal Arya-Samaj-organisaties in Nederland ligt op ongeveer 30, waarvan 15 aangesloten zijn bij FAS-NED. PRASNE hanteert het naar haar zeggen Vedisch beleid van democratie, kritiek en ethiek en streeft ernaar om Arya Samaj te promoten binnen zowel de Hindoestaanse als niet-Hindoestaanse gemeenschap op nationaal en internationaal niveau, via de eigen website, lezingen, congressen, publicaties en samenwerkingsverbanden met gelijkgestemde organisaties. Daar staat tegenover dat de FAS-NED de Arya Samaji's vertegenwoordigt in de Hindoe Raad Nederland en Organisatie Hindoe Media. In november 2016 besloten FAS-NED en PRASNE voortaan samen te werken.